# Английски език
Англѝйският езѝк (English language) е част от подгрупата на западногерманските езици, официален език на редица държави, включително Великобритания, Австралия, Нова Зеландия и други. Английският език възникнал в Англия, но също и югоизточната част на Шотландия през Англосаксонската епоха. С нарастването на политическото, икономическото и военното, както и културното и колониалното влияние на Великобритания от средата на XVIII век и на Съединените щати през средата на XX век той се разпространява в много части на света, основно като част от колониалната политика, а по-късно чрез технологичните и бизнес влияния, като в някои региони придобива характера на лингва франка и се превръща във водещия език за международно общуване. Днес английският се преподава масово като втори език, а също така е възприет и като официален език за Европейския съюз. Този тип английски за ежедневна употреба е доста опростен (Simple English) и се използва и от много държави от Общността на нациите. Английският е официален език и на голям брой други международни организации, включително на Организацията на обединените нации, но също и различни по-малки организации. По брой на говорещите английски като първи или майчин език английският е на трето място в света, след мандарин и испански.
Английският се формира на основата на староанглийски език и средноанглийски, като неговата история и историческа граматика са добре описани. Във формирането му се включват и някои по-популярни диалекти. Счита се, че е пренесен по източното крайбрежие на Великобритания от англите, саксите и ютите през V век. По време на викингските нашествия езикът е повлиян и от нордическия език. След Норманското нашествие староанглийският се развива в средноанглийски език, възприемайки множество френско-нормански предимно лексикални, и по-рядко граматически характеристики. Лексикално английският език продължава да възприема думи от различни чужди езици, както и да образува нови думи.

## История
Английският е западногермански език, водещ началото си от англо-фризийските и старосаксонски диалекти, пренесени във Великобритания през V век от германски заселници, идващи от различни части на днешните Дания, Нидерландия и Северозападна Германия. Дотогава в Римска Британия населението говори келтския британски език, подложен на продължително влияние от латинския.
Едно от заселилите се германски племена са англите, които, според Беда Достопочтени, изцяло се преселват в Британия. Наименованията „Англия“ (от Engla land, „Страната на англите“) и „английски език“ (от English) произлизат от името на този народ, но по същото време в Британия се заселват също сакси, юти и други германски народи от бреговете на Фризия, Долна Саксония, Ютланд и Йоталанд. Първоначално староанглийският представлява група разнородни диалекти, отразяващи различния произход на отделните англосаксонски кралства, но с времето западносаксонският диалект става преобладаващ. Това е езикът, на който е написана поемата „Беоулф“.
Староанглийският език претърпява нови трансформации в резултат на две последователни вълни от нашествия. При първата от тях през VIII – IX век групи, говорещи северногермански езици завладяват и колонизират северните части на Британските острови, а при втората Англия е завладяна от говорещи романския старонормански език. В Англия този език се развива в англо-нормански, а по-късно в юридически френски език, въвеждайки в английския нов лексикален пласт, най-вече свързан със съдилищата и държавното управление. Освен разширяването на речника със скандинавски и нормански думи, тези две събития довеждат и до опростяване на граматиката и превръщат английския в заемащ език, относително отворен към възприемането на нови думи от чужди езици. Езиковите промени, настъпили в резултат на Норманското нашествие, поставят началото на средноанглийския език, най-известният пример за който е сборникът „Кентърбърийски разкази“ на Джефри Чосър.
През цялото това време латинският език служи за лингва франка на европейския интелектуален живот – първоначално средновековният латински на Църквата, а по-късно ренесансовият латински на хуманистите. Много автори или кописти на латински текстове пренасят и адаптират латински термини, създавайки на тяхната основа нови английски думи.
За съвременния английски език, на който са написани работите на Уилям Шекспир и Библията на крал Джеймс, обикновено се смята, че възниква в средата на XVI век. С превръщането на Великобритания в колониална сила, английският започва да служи за лингва франка в рамките на Британската империя, разпространявайки се в Северна Америка, Индия, Африка, Австралия. В следколониалния период някои нововъзникнали държави, чието население говори множество различни езици, решават да запазят английския като официален език, за да избегнат политическите затруднения, които би предизвикало фаворизирането на някой от местните езици пред останалите.

## Класификация и близки езици
Английският език принадлежи към западногерманските езици, които са част от германската езикова група на индоевропейското езиково семейство.
Най-близък до английския е шотландският език. Той се говори предимно в Шотландия и в някои части от северна Ирландия; не е галски език, но е част от групата диалекти на английския, развили се от ранния северен средноанглийски. Шотландският е определен като език от групата диалекти на английския, което го прави най-близък до английския език. След него идват групата на фризийските езици, говорени в Северна Холандия и Северозападна Германия. Близки до английския език са немският, холандският език и африканс (езикът на холандските заселници в Южна Африка). Езиците, говорени на Скандинавския полуостров, са по-малко близки до английския.
Много френски думи са разбираеми за англоговорещите (макар че понякога произношението е доста различно), защото след норманското нашествие английският език чрез англосаксонците е приел множество думи от французите и норманите, а през следващите векове – и пряко от френския. Като резултат от това голяма част от думите в английския са заемки от френския с някои малки разлики в изговора и значението.

## Географско разпределение
Английският е роден език по данни от 2022 г. за 360 милиона души и днес английският е трети по брой на говорещите, за които е роден език, след китайския и испанския.
Освен Великобритания (58 милиона), държави, за които е официален език и които имат най-голям брой говорещи, тоест за които английският е роден език са: САЩ (248 милиона), Канада (18 милиона), Австралия (15 милиона), Ирландия (4 милиона), ЮАР (4 милиона) и Нова Зеландия (4 милиона).
Но Индия води по брой говорещи, за които английският е втори език. Индия е следвана от Китай.
Английският се говори в Ангуила, Австралийския съюз, Бахамските острови, Барбадос, Антигуа и Барбуда, Канада, Каймановите острови, Доминиканската република, Гибралтар, Гренада, Гуам, Ирландия, Ямайка, Джърси, Монсерат, Науру, Нова Зеландия, Св. Елена, Южна Джорджия и Южните Сандвичеви острови, Тринидад и Тобаго, Американските Вирджински острови, Великобритания, САЩ и др.
В много държави английският не е толкова разпространен, но е официален език. Тези страни са: Ботсвана, Фиджи, Микронезия, Гана, Гамбия, Индия, Камерун, Кирибати, Кения, Лесото, Либерия, Мавриций, Мадагаскар, Малта, Маршаловите острови, Намибия, Нигерия, Пакистан, Нова Гвинея, Филипини, Палау, Пуерто Рико, Руанда, Есватини, Света Лусия, Сейшелските острови, Соломоновите острови, Самоа, Сиера Леоне, Сингапур, Танзания, Уганда, Шри Ланка, Замбия и Зимбабве. Английският също е един от единадесетте официални езика в ЮАР, а също така и в бившата британска колония Хонконг.
Английският не е официален език в САЩ. Федералното правителство на САЩ няма официален език. Английският е приет за официален в тридесет от петдесетте щата.

### Брой англоговорещи
- САЩ – 248 254 215
- Великобритания – 58 200 000
- Канада – 17 694 830
- Австралия – 15 013 965
- Ирландия – приблизително 4 200 000+
- ЮАР – 3 673 203
- Нова Зеландия – 3 500 000
- Сингапур – 665 080

### Английският като световен език
Тъй като в науката и бизнеса е широко използван, английският често е смятан за „световен език“ или лингва франка  особено за икономическите центрове по света още от 60-те години на XX век. Въпреки че английският все пак не е официален език за повечето страни по света където се ползва като език за бизнес комуникация, вместо това той е най-често изучаван като втори език. Също така той е и официален език за Европейския съюз благодарение на членството на Великобритания в него, но също и на ООН и на повечето международни технически, бизнес и спортни организации като Международния олимпийски комитет. Голяма част от населението на Европейския съюз разбира английски до някаква степен. В Холандия 87% знаят английски, в Швеция – 85%, в Дания – 83%, в Люксембург – 66%, във Финландия – 60%, в Словения – 56%, в Австрия – 53%, в Белгия – 52%, в Германия (51%). Много хора в Норвегия и Исландия също говорят английски.
Книги, списания и вестници на английски често са достъпни в целия свят. Английският е най-често използваният език в науката. През 1997 г. се появява изследване, според което 95% от научните статии са написани на английски, макар че само половината от тях са написани от автори, за които английският е майчин език.
Разпространението на английския език започва от Англия, откъдето той преминава в останалата част от Британските острови, а след това във владенията на Британската империя, като Съединените американски щати, Канада, Австралия, Нова Зеландия и Малта. В резултат на това днес английският е официален език в много страни, сред които Индия, Пакистан, ЮАР, Нигерия, Филипините и други.
От средата на XX век английският се превръща в най-широко преподавания и говорен език в света. Основните фактори, допринесли за този процес, са:
- сравнително простата граматика;
- гъвкавостта на езика по отношение на лексиката и донякъде на граматиката;
- географското разпространение на езика;
- продължението на езика от една от Великите сили (САЩ), наследено от друга велика сила (Британската империя);
- силното влияние на Съединените американски щати в областта на икономиката, науката и културата;
- широкото разпространение на езика чрез средствата за обществено осведомяване;
- победите на англоговорещите държави в двете световни войни и рухването на Източния блок;
- дейността на организацията „Общност на нациите“.

## Диалекти и регионални вариации
Експанзията на Британската империя, а по-късно и силното икономическо и технологично развитие на Съединените щати води до разпространяването на английския език в много сфери на науката и бизнеса в повечето страни. Диалектите на Великобритания имат характерно звучене, като например шотландски.
В някаква степен доста характерни са и селските и кънтри диалекти на САЩ.
Нововъзникващи диалекти и говорни варианти са тези на институциите на Европейския съюз, които основно ползват английски, макар и опростен. Поради това в него се обособяват множество английски диалекти и опростени варианти[поясни].
Шотландският език е образуван от същите корени, но след 1707 г. започва да възприема все повече черти от английския език. Спорно е дали шотландският е отделен език, или е диалект на английския. Произношението, граматиката и лексиката на традиционните шотландски форми се различават значително от английския.
През вековете английският включва в своята лексикална система множество думи от различни езици, особено от тези страни, към които пътуват английски пътешественици, и съответно на свой ред е оказал определено влияние върху тези езици. Така, много езици заемат думи от английския.

## Граматика
Английската граматика се характеризира с акцент върху времената, както и синтактичния строеж на изречението, като липсват падежи, за разлика от руски, латински, древногръцки или немски. Също така почти липсва склонението за разлика от латински.
Което обяснява защо в английската граматика има много малко окончания в сравнение с другите индоевропейски езици. Например в съвременния английски липсва род и съгласуване на прилагателните имена, за разлика от немския, холандския и езиците от романската езикова група. Падежите също са почти изчезнали от английски (остатъци има само при местоименията). Съществуват правилни и неправилни глаголи. Окончания има само при множественото число на съществителните имена (в повечето случаи се добавя „-s“ в края на думата) и при спреженията на глаголите. Те са наследени от германските езици.

### Съществителни имена
Английският език е загубил граматическия род при съществителните имена. Определителният член the e предпоставен, както и неопределителните a и an. Съществителните могат да бъдат употребени и напълно самостоятелно, когато се правят обобщаващи твърдения. An произлиза от средноанглийската дума an, която е от староанглийската ān, букв. „един, -на, -но“. A възниква като съкращение от an, като разпадът е приключил към XV век. Сравнете, There is a book on the table и The red book you are looking for is on the table, „Има (една) книга на масата“ и „Червената книга, която ти търсиш, е на масата“.
Освен с -s, множественото число се образува и с -e(n) сред силно ограничен брой думи: actifan, actifen; bede, beden; bee, been (диал.); box, boxen; brother, brethren; child, children; cow, kine (архаизъм или диал.); eye, eyen (диал.); fan, fen; hose, hosen (поет., истор., архаизъм); house, housen (диал.); knee, kneen (архаизъм или диал.); man, men (и всички сложни съществителни, завършващи на man, като bookman); shoe, shoon (архаизъм или диал.); sister, sistren (архаизъм); sow, swine (архаизъм); swine, swine; tree, treen (остар.); ox, oxen; woman, women.

### Глаголи
Глаголните времена в английския език се образуват с помощта на спомагателни глаголи.
В английския има съвсем малко запазени глаголи, които завършват на отличителното за германските езици инфинитивно окончание -en: deepen, fasten, straighten, lengthen, shorten, brighten, darken, whiten, harden, soften, thicken, freshen, ripen, sweeten и др. Всички те са изведени от съответните прилагателни.

#### Сегашно просто време (present simple tense)
Със сегашното просто време се изразяват обобщаващи твърдения и дейности, които имат сравнително строго установена повторяемост. Глаголите се променят само в 3 л., ед.ч., като получават окончание -s или -es в зависимост от звука, на който завършва глаголът в неопределителното наклонение (infinitive). Изключение правят глаголите to be („да съм“) и to have („да имам“), които претърпяват повече промени при спрягане.
| Лице и число | Спрежение      | Превод      | Лице и число | Спрежение | Превод  |
| ------------ | -------------- | ----------- | ------------ | --------- | ------- |
| 1 л. ед.ч.   | I am           | Аз съм      | 1 л. мн.ч.   | We are    | Ние сме |
| 2 л. ед.ч.   | You (thou) are | Ти си       | 2 л. мн.ч.   | You are   | Вие сте |
| 3 л. ед.ч.   | He/she/it is   | Той/тя/то е | 3 л. мн.ч.   | They are  | Те са   |

| Лице и число | Спрежение       | Превод        | Лице и число | Спрежение | Превод    |
| ------------ | --------------- | ------------- | ------------ | --------- | --------- |
| 1 л. ед.ч.   | I have          | Аз имам       | 1 л. мн.ч.   | We have   | Ние имаме |
| 2 л. ед.ч.   | You (thou) have | Ти имаш       | 2 л. мн.ч.   | You have  | Вие имате |
| 3 л. ед.ч.   | He/she/it has   | Той/тя/то има | 3 л. мн.ч.   | They have | Те имат   |

| Лице и число | Спрежение       | Превод          | Лице и число | Спрежение | Превод      |
| ------------ | --------------- | --------------- | ------------ | --------- | ----------- |
| 1 л. ед.ч.   | I make          | Аз правя        | 1 л. мн.ч.   | We make   | Ние правим  |
| 2 л. ед.ч.   | You (thou) make | Ти правиш       | 2 л. мн.ч.   | You make  | Вие правите |
| 3 л. ед.ч.   | He/she/it makes | Той/тя/то прави | 3 л. мн.ч.   | They make | Те правят   |

#### Сегашно продължително време (present continuous tense)
Образува се от спрежението на глагола to be в сегашно просто време и нелична глаголна форма, известна като отглаголно съществително. Отглаголното съществително на английски се образува в общия случай чрез прибавянето на окончанието -ing след глагола, например to read става reading. За всички лица и числа формата на отглаголното съществително е еднаква. Приблизителният превод на български е българското сегашно деятелно причастие – reading – „четящ“, или деепричастие – „четейки“.
Например ако искаме да кажем „Джон чете книга в момента“, ще кажем John is reading a book at the moment. Буквално преводът би звучал като „Джон е четящ една книга в момента.“, доколкото най-често отглаголното съществително, известно на английски като gerund, се свързва при превод с българското сегашно деятелно причастие, завършващо на -ещ, но в определени случаи може да се преведе и като деепричастие, т.е. завършващо на -ейки. Противно на очакванията, в този случай последният звук, предаван с буквата g, не отговаря на българския звук, предаван с „г“, а заедно с n в съчетанието ng предава носова заднонебна съгласна, означавана в МФА със знака ŋ. В българския език можем да открием този звук в думата „тънко“ – /ˈtɤŋko/.

## Лексика
Английската лексика не се е променила значително през вековете, тя може да бъде проследена до старофренски и е сродна на немската лексика.
Английският език, както и другите европейски езици е произлязъл от индоевропейското езиково семейство, поради което много английски думи имат сходни съответствия в латинския и гръцкия език, и в санскрит. Например местоимения като „аз“ (I-„ай“), на латински – Ego, на гръцки – Ego, на санскрит – Aham; мен (me, латински – me, гръцки – eme, санскрит – mam); повечето числителни (едно – one, две – two, три – three; на латински: unus, duo, tres; на гръцки— oios, duo, treis); имената на широко разпространени животни, като „мишка“ (на английски – mouse, на латински – mus, на гръцки – mys, на санскрит – mus); много глаголи, например „знам“ (на английски – know, на латински – gnoscere).
Германските думи, взаисмтвани в английски, са фонологично по-сложни, но пък възпреимани по-лесно заради присъствието им като разговорен стил в Европа, те са графично по-кратки от латинските думи в английския език и съответно се срещат повече във всекидневната реч. По-дългите латински думи често са смятани за научни, могат да имат политическо-правен характер, а в някои случаи стилово се възприемат и като по-елегантни или дори по-добре, по-приятно звучащи. Но в някои случаи прекомерното използване на предимно латински думи се избягва, тъй като се търси германския разговорен стил от практическа гледна точка, а според някои франкофони се смята дори за превзетост.
За говорещият английски език съответно често има синонимен избор между немски и латински думи, например: идвам – come/arrive, зрение – sight/vision, свобода – freedom/liberty. Понякога изборът може да бъде и по-голям, например за думата „ръководя“, „надзиравам работата“ има избор между германска дума (oversee) или латинската дума супервизия (supervise), когато има хомеопатично приложение, друга употерба, този път в журналистиката и журналистическото наблюдение и обзор има френска дума, произлязла от същата латинска (survey). Богатството на речника на даден език се увеличава от различните значения и леки нюанси, които синонимите дават. Това увеличава възможностите за точно изразяване.
Едно странно изключение и може би уникално за английския език е, че названията на много видове месо са съвсем различни от имената на съответните животните. Причината е в това, че названията на животните са от германски произход, а на видовете месо – от френски. Например deer (елен) – venison (еленско месо), cow (крава) – beef (говеждо), swine/pig (прасе/свиня) — pork (свинско), sheep (овца) – mutton (овнешко). Това разделение на наименованията е настъпило след норманското нашествие, когато месо е консумирал най-вече френският елит, а отглеждането на животните е било занимание на британците от по-ниските слоеве на обществото.
Във всекидневната реч по-голямата част от думите са германски. Ако говорещият иска да се изрази убедително в някой спор, и то по прям или груб начин, германските думи ще са за предпочитане. По-голямата част от латинските думи се използват в официалната реч и в писмени текстове, например в съда, в енциклопедиите и т.н. Обаче някои латински думи се използват във всекидневната реч и не звучат официално. Това са тези, за които няма съответни германски думи; те са променени и вече не изглеждат като латински. Например думите „планина“ (mountain), „долина“ (valley), „река“ (river), „леля“ (aunt), „чичо“ (uncle), „движа се“ (move), „използвам“ (use), „бутам“ (push) и „оставам“ (stay) са все латински думи.
Английският лесно приема технически термини във всекидневна употреба и често добавя нови думи и фрази. Пример за този феномен е cookie (бисквитка – използва се и като термин в интернет).

### Брой думи в английския език
Английският език има богат речник и тенденция за заемане на още нови думи. В началото на Оксфордския тълковен речник пише, че лексиката на един широко разпространен и висококултурен език не би трябвало да има каквито и да било ограничения.
Определянето на точния брой на думите е по-скоро въпрос на дефиниция, отколкото на изчисления. За разлика от другите езици, в английския няма академия, която да определи официално думите. Неологизмите са най-вече в медицината, науката, техниката и други подобни области, а новите жаргони се развиват постоянно. Някои от тези думи навлизат широко в употреба, но други остават затворени в точно определена специализирана сфера. Чуждите думи, използвани в имигрантските общности, често навлизат в езика. Някои архаични, диалектни или регионални думи може да се смятат или да не се смятат за английски.
Второто издание на Оксфордския тълковен речник включва 600 000 думи, като авторите твърдят, че той обхваща не само стандартния литературен и устен английски (съвременен, постоянен или архаичен), но и други технически термини и голям брой диалектни и жаргонни думи.
Съществува мнение, че ежегодно в английския език навлизат около 25 000 думи.

### Произход на английските думи
Едно от обстоятелствата, заради които в английския има толкова голямо френско влияние, е, че произходът на думите в английския език е разделен приблизително поравно между германски (най-вече от староанглийски) и латински корен (нормано-френски или романски).
Правени са множество статистики, за да се демонстрират различните корени в английския речник, но все още никоя от тях не се смята за абсолютно правилна от повечето езиковеди.
Компютърно изследване върху 80 000 думи от стария „Кратък оксфордски речник“ (3-то издание), публикувано през 1973 г., определя корена на английските думи така:
- френски, включително старофренски и ранно англо-френски: 28,3%
- латински, включително научен и технически латински: 28,24%
- старо и средно-английски, старохоландски и холандски: 25%
- гръцки: 5,32%
- без етимология: 4,03%
- произлязъл от съответните същински имена: 3,28%

Всички останали езици: по-малко от 1%
Проучване на М. Уилямс на 10 000 думи дава следната статистика:
- Френски 41%
- Оригинално английски 33%
- Латински 15%
- Датски 25%
- Холандски 1%
- Други 10%

Въпреки всичко 83% от 1000 най-често срещани английски думи имат англосаксонски корен.

## Система на писане
Английският се пише с латинската азбука след IX век, преди това се е пише с подобна на латинската англосаксонска азбука. Английският правопис обаче има свои специфики, в сравнение с немски и латински, които също ползват латинска азбука, но има множество „слоеве“ и елементи от френския, с когото имат повече сходства в правописните правила. В сравнение с латинския и гръцкия правопис, наложени върху оригиналната германска система, англисйият има видимо френско влияние, като правописът на думите често се различава от тяхното звучене, тоест няма съвпадане на изговор и писане като в латинския.

### Произношение и писане
За разлика от другите германски езици, в английския няма означение за различното звучене на дадени букви в думите, освен в заемки (като café).

## Основа и опростени версии
За да се направи английският по-лесен за четене, има някои опростени версии на езика. Една основна версия е наречена „основен английски“, съставен от малък брой думи, създаден от Чарли Огден и описан в неговата книга. Езикът е създаден върху опростена версия на английския. Огерон казва, че ти трябват седем години да научиш английски, седем месеца да научиш есперанто и седем дни да научиш основен английски. Този английски се използва в някои училища, за да се дадат знания по английски за кратко време.
Огден не слага думи в основния английски, които могат да бъдат казани с няколко други думи (например ако little означава малък, то тази дума се използва за всичко, което е малко, като се изключват останалите синоними – small, tiny и др.) и той се опитва да направи езика леснодостъпен за всички, опитващи се да научат английски. Той също прави граматиката по-опростена, но я запазва възможно нормална за всички хора, които вече говорят английски.
Съществува също версия „опростен английски“. Той предлага внимателно избран и стандартизиран подбор на английския.